# Іґнацій Потоцький (канівський староста)
Іґнацій Потоцький (пол. Ignacy Potocki, 1738, Монастириська[джерело?] — 1793 / після 16 липня 1794) — польський шляхтич гербу Золота Пилява. Військовик, урядник, меценат, ксьондз. Представник примасівської гілки роду Потоцьких.

## Життєпис
Син власників Монастириська, Устя-Зеленого: щирецького старости Юзефа Потоцького та його другої дружини Пелагії з Потоцьких. Охрещений уперше 7 червня 1738 року у Монастириськах як Роберт Феліціян Ігнацій Єжи, повторно 25 травня 1741 року у львівській катедрі як Ігнацій Єжи Фелікс.
Дідич Бережанки, Черемівців, Гусятина, Городниці, Кугаївців, половини Бучацького ключа, інших маєтностей у Львівській та Сяноцькій землях. Від батька отримав дідицтво у Монастириськах. 1763 року став канівським старостою (передав Микола Василь Потоцький його батькові). 1758 року разом з королевичем Каролем їздив до Петербургу. Співорганізатор Галицької конфедерації 29 травня 1767 року. Один з організаторів Барської конфедерації. Після її поразки емігрував до Німеччини (Мюнхен, придбав тут будинок у жовтні 1772 року). 10 квітня 1773 року в Аугсбурзі підписав маніфест проти поділу Польщі. 1773 року передав Канівське староство братові Яну. У 1776 році мешкав у Страсбурзі. Мав борги, які сплачував брат Пйотр.
З дитинства мав потяг до духовного життя. 9 січня 1765 року з рук Ромуальда Плуціньского отримав сан синдика апостольського, також світського брата кляштору у Заклічині, був доброчинцем та протектором цього конвенту.

### Родина
Дружина — Кароліна, донька чуднівського старости Александра Свєжавського. Дружина проводила незалежний спосіб життя, у 1779 році добилась сепарації, а 5 травня 1782 року отримала декрет розводовий. Дружина з 1784 року дама Хреста Сяючого, померла після 1795 року. У шлюбі народився син Людвік — навчався у Франції, офіцер війська Князівства Варшавського.